# Daniel Deronda
Daniel Deronda är en brittisk TV-miniserie i fyra avsnitt, från 2002. Serien är byggd på romanen med samma namn av George Eliot. Serien visades ursprungligen av BBC. Regissör var Tom Hooper.

## Handling
De två huvudpersoner Daniel Derondas (Hugh Dancy) och Gwendolen Harleths (Romola Garai) vägar korsas och skiljs. Daniel är ett judiskt hittebarn som grubblar över sitt öde och sitt ursprung trots att han är uppfostrad som en engelsk gentleman. Gwendolen är en vacker och bortskämd ung kvinna som uppvaktas av den lika rike som demoniske Grandcourt (Hugh Bonneville). När hennes familj ruineras har Gwendolen att välja mellan att gifta sig med Grandcourt eller bli guvernant. Serien/romanen behandlar idealism kontra samhällets konventioner, sionism och kvinnans roll i det viktorianska samhället. 

## Rollista i urval
- Hugh Dancy – Daniel Deronda
- Romola Garai – Gwendolen Harleth
- Hugh Bonneville – Henleigh Grandcourt
- Jodhi May – Mirah Lapidoth
- Edward Fox – Sir Hugo Mallinger
- Greta Scacchi – Lydia Glasher
- Barbara Hershey – Contessa Maria Alcharisi
- Daniel Evans – Mordecai

## Exter länkar
- Daniel Deronda på Internet Movie Database (engelska)